# Bryan Robertson
Pour les articles homonymes, voir Robertson.
 (août 2016).
Bryan Charles Francis Robertson (Londres, 1er avril 1925 - 18 novembre 2002) est un commissaire anglais d'expositions d'art contemporain.
Après une année formatrice à Paris et soutenu par l'historien d'art Kenneth Clark, il devient en 1949 responsable artistique de la galerie Heffer (Cambridge) et monte dans cette même ville au Fitzwilliam Museum une grande rétrospective sur l'art contemporain en France. 
De 1952 à 1968, il dirige la Whitechapel Gallery, organisant entre autres l'exposition séminale This Is Tomorrow. Au cours de cette période, il remet également en lumière le travail de Barbara Hepworth, de Turner (première exposition depuis 1850) et de George Stubbs. 
Il fut un promoteur acharné d'artistes britanniques comme Anthony Caro, David Hockney ou Bridget Riley.
Il siégea plusieurs fois au Conseil des arts de Grande-Bretagne mais n’obtint jamais la direction de la Tate Gallery, pour laquelle il organisa en 1981 une importante rétrospective de Ceri Richards. En 1983, la galerie Hayward (Londres) accueille sa sublime exposition sur Raoul Dufy.